# Xanthophenax xanthomelas
Xanthophenax xanthomelas är en stekelart som först beskrevs av Brulle 1846.  Xanthophenax xanthomelas ingår i släktet Xanthophenax och familjen brokparasitsteklar. Inga underarter finns listade i Catalogue of Life.